# Strand (lied)
Strand is een nummer van Boudewijn de Groot, dat in juli 1964 werd uitgebracht als zijn debuutsingle.

## Achtergrond
De Groot had in het 8mm-filmpje Feestje bouwen van Lennaert Nijgh twee zelfgeschreven liedjes gezongen. Die liedjes vielen Ed Lautenslager op. Hij raadde De Groot en Nijgh aan eens een serieus lied te schrijven. Phonogram zag er wel wat in en bracht het uit. Nederland had toen nog geen officiële hitparade (de eerste top 40 verscheen in 1965), maar ook de lijsten in de Muziek Expres geven geen indicatie van de verkoop.
Strand is een liedje met spottende teksten over een dagje strand. Kijken op de boulevard naar mooie meisjes en nachtfeesten waarbij iedereen dronken wordt en de gebruikelijke ontaarding in ruzies en kennismaking met de politie, 's ochtends gevolgd door de kater en weer opnieuw beginnen. De opsomming doet enigszins denken aan die van Drs. P.
Referein voor..., de B-kant, was van dezelfde combinatie. Het lied gaat over een vergeefse liefde van de zanger voor een roeister. Eerst heeft ze alleen maar aandacht voor het roeien, maar dan blijkt ook nog dat ze een studentenvriendje heeft. De zanger kan naar het meisje fluiten.
De bezetting in het nummer is eenvoudig: De Groot speelt gitaar en zingt.
Overigens is Strand niet de eerste muziek van De Groot die op grammofoonplaat verscheen. In 1963 nam hij met klasgenoten enkele nummers uit de schoolrevue op onder de titel Kenneme(r) lachen. Dat gebeurde op een flexidisc die op eigen initiafief werd opgenomen bij de firma Sonopresse in Rotterdam.
Alles wat ademt · Avond · De nachtwacht · Élégie prénatale · Het Land van Maas en Waal · Ik doe wat ik doe · Jan Klaassen de trompetter · Liefde van later · Malle Babbe · Prikkebeen · Pastorale · Strand · Testament · Verdronken vlinder · Welterusten mijnheer de president